# Aymen Bouzid
Aymen Bouzid, né le 16 août 1987 à Bouhjar, est un basketteur tunisien actif de 2006 à 2024.
Il évolue au poste de pivot. Il dispute les Jeux panarabes de 2011 et les championnats du monde 3×3 2014 en Russie avec l'équipe de Tunisie.

## Carrière
- 2006-2008 : Étoile sportive du Sahel (Tunisie, espoirs)
- 2008-2009 : Basket Club Ksar Hellal (Tunisie)
- 2009-2010 : Étoile sportive du Sahel (Tunisie, Ligue 1)
- 2010-2011 : Étoile sportive goulettoise (Tunisie, Ligue 1)
- 2011-2012 : Étoile sportive du Sahel (Tunisie, Ligue 1)
- 2012-2013 : Union sportive monastirienne (Tunisie, Ligue 1)
- 2013-2014 : Étoile sportive goulettoise (Tunisie, Ligue 1)
- 2014-2015 : Association sportive des FAR (Maroc)
- 2015-2016 : Étoile sportive du Sahel (Tunisie, Ligue 1)
- 2016-2017 : Stade nabeulien (Tunisie, Ligue 1)
- 2017-2018 : Union sportive monastirienne (Tunisie, Ligue 1)
- 2018-2019 : Étoile sportive goulettoise (Tunisie, Ligue 1)
- 2019-2020 : Poissy Basket Association (France, Ligue 4)
- 2020-2021 : Saint Nazaire Olympique Sportif (France, Ligue 5)
- 2022 (6 mois) : Étoile sportive goulettoise (Tunisie, Ligue 2)
- 2022-2023 : Union sportive El Ansar (Tunisie, Ligue 1)
- 2023 (3 mois) : Étoile sportive du Sahel (Tunisie, Ligue 1)
- 2023-2024 : Basket Club Mahdia[2] (Tunisie, Ligue 2)

## Palmarès
- Champion de Tunisie : 2012
- Champion de Tunisie (Nationale 1) : 2024
- Vainqueur de la coupe de Tunisie : 2012, 2016
- Vainqueur de la coupe de la Fédération : 2014
- Médaille d'or à la coupe arabe des clubs champions : 2015 (Émirats arabes unis)
- Médaille de bronze à la coupe d’Afrique des clubs champions : 2017 (Tunisie)